# Comé
Comé – miasto w południowo-zachodnim Beninie, w departamencie Mono. Położone jest w pobliżu jeziora Ahémé, około 80 km na zachód od stolicy kraju, Porto-Novo. W spisie ludności z 11 maja 2013 roku liczyło 42 586 mieszkańców.